# A Deeper Understanding
A Deeper Understanding is het vierde studioalbum van de Amerikaanse indierockband The War on Drugs. Het album werd uitgebracht op 25 augustus 2017 en bevat de singles "Up All Night", "Pain", "Holding On", "Strangest Thing" en "Thinking of a Place". Het werd overwegend positief ontvangen door critici en won een Grammy Award voor Best Rock Album.

## Lijst met nummers
Het album bevat 10 nummers, allemaal geschreven door frontman Adam Granduciel. Het nummer "Holding On" schreef hij samen met toetsenist Robbie Bennett.
- 1. "Up All Night" − 6:23
- 2. "Pain" − 5:30
- 3.  "Holding On" − 5:50
- 4. "Strangest Thing" − 6:40
- 5. "Knocked Down" − 4:00
- 6. "Nothing to Find" − 6:10
- 7. "Thinking of a Place" − 11:10
- 8. "In Chains" − 7:20
- 9. "Clean Living" − 6:28
- 10. "You Don't Have to Go" − 6:42

## Ontvangst
A Deeper Understanding werd overwegend positief ontvangen. Op Metacritic kreeg het op basis van 33 reviews een gemiddelde score van 81 op 100. Met name in Nederland, Vlaanderen (gouden certificering) en het Verenigd Koninkrijk (zilveren certificering) scoorde het goed. Op de 60e Grammy Awards in 2018 won het album de Grammy Award voor Best Rock Album.